# UFC 231
UFC 231: Holloway vs. Ortega（ユーエフシー・ツーサーティワン：ホロウェイ・バーサス・オルテガ）は、アメリカ合衆国の総合格闘技団体「UFC」の大会の一つ。2018年12月8日、カナダ・オンタリオ州トロントのスコシアバンク・アリーナで開催された。

## 大会概要
本大会では、王者マックス・ホロウェイと挑戦者ブライアン・オルテガによるUFC世界フェザー級タイトルマッチが行われ、ホロウェイがTKO勝利を収め2度目の王座防衛に成功。セミファイナルではヴァレンティーナ・シェフチェンコとヨアナ・イェンジェイチックによるUFC世界女子フライ級王座決定戦が行われ、シェフチェンコが判定勝利を収め王座を獲得した。

## 試合結果

### アーリープレリム
第1試合 ライトヘビー級 5分3R
○  アレクサンダル・ラキッチ vs.  デビン・クラーク ×
1R 4:05 TKO（バックブロー→パウンド）
第2試合 ライト級 5分3R
○  ディエゴ・フェレイラ vs.  カイル・ネルソン ×
2R 1:23 TKO（パウンド）
第3試合 ウェルター級 5分3R
○  ディエゴ・リマ vs.  チャド・ラプリーズ ×
1R 1:37 KO（左フック）
第4試合 バンタム級 5分3R
○  ブラッド・カトーナ vs.  マシュー・ロペス ×
3R終了 判定3-0（30-27、29-28、29-28）

### プレリミナリーカード
第5試合 ミドル級 5分3R
○  イライアス・テオドロウ vs.  エリク・アンダース ×
3R終了 判定2-1（29-28、28-29、29-28）
第6試合 女子フライ級 5分3R
○  ジェシカ・アイ vs.  ケイトリン・チュケイギアン ×
3R終了 判定2-1（29-28、28-29、29-28）
第7試合 ライト級 5分3R
○  ギルバート・バーンズ vs.  オリビエ・オービン＝メルシエ ×
3R終了 判定3-0（30-27、30-27、29-28）
第8試合 女子ストロー級 5分3R
○  ニーナ・アンサロフ vs.  クラウディア・ガデーリャ ×
3R終了 判定3-0（29-28、29-28、29-28）

### メインカード
第9試合 ライトヘビー級 5分3R
○  チアゴ・サントス vs.  ジミ・マヌワ ×
2R 0:41 KO（左アッパー→左フック）
第10試合 フェザー級 5分3R
○  ハキーム・ダオドゥ vs.  カイル・ボフニャク ×
3R終了 判定2-1（28-29、30-27、30-27）
第11試合 ウェルター級 5分3R
○  グンナー・ネルソン vs.  アレックス・オリベイラ ×
2R 4:17 リアネイキドチョーク
第12試合 UFC世界女子フライ級王座決定戦 5分5R
○  ヴァレンティーナ・シェフチェンコ vs.  ヨアナ・イェンジェイチック ×
5R終了 判定3-0（49-46、49-46、49-46）
※シェフチェンコが王座獲得。
第13試合 UFC世界フェザー級タイトルマッチ 5分5R
○  マックス・ホロウェイ vs.  ブライアン・オルテガ ×
4R 5:00 TKO（ドクターストップ）
※ホロウェイが2度目の王座防衛に成功。

### 各賞
ファイト・オブ・ザ・ナイト： マックス・ホロウェイ vs. ブライアン・オルテガ
パフォーマンス・オブ・ザ・ナイト： マックス・ホロウェイ、チアゴ・サントス
各選手にはボーナスとして5万ドルが授与された。

### カード変更
負傷などによるカードの変更は以下の通り。